# İlqar Nəbiyev
İlqar Nəbiyev (international auch Ilgar Nabiyev; * 27. Mai 1987) ist ein aserbaidschanischer Fußballspieler, der beim türkischen Verein TKİ Tavşanlı Linyitspor spielt.

## Karriere
Nəbiyev begann seine Profikarriere beim moldawischen Verein Nistru Otaci. Von hier aus wechselte er im Sommer 2014 zum litauischen Klub FK Tauras Tauragė. Im Frühjahr 2014 heuerte Nəbiyev beim türkischen Zweitligisten TKİ Tavşanlı Linyitspor an, der Vertrag wurde jedoch am 22. April 2014 aufgelöst, seitdem ist Nəbiyev vereinslos.